# Jonathan Orozco
Jonathan Emmanuel Orozco Domínguez (ur. 12 maja 1986 w Monterrey) – meksykański piłkarz, który występował na pozycji bramkarza. W latach 2010–2021 reprezentant Meksyku.

## Kariera klubowa
Orozco pochodzi z miasta Monterrey i jako dziewięciolatek zapisał się na treningi do akademii piłkarskiej tamtejszego klubu CF Monterrey. Tam początkowo występował jako napastnik, lecz po upływie sezonu został przeniesiony na pozycję bramkarza. Kiedy miał osiemnaście lat, został włączony do pierwszej drużyny przez szkoleniowca Miguela Herrerę, jednak pozostawał wyłącznie trzecim golkiperem, wobec czego udał się na wypożyczenie do drugoligowej filii zespołu – Cobras de Ciudad Juárez. W jej barwach spędził pół roku w roli podstawowego bramkarza, po powrocie do Monterrey awansował na drugie miejsce w hierarchii golkiperów, ustępując już jedynie Christianowi Martínezowi. W meksykańskiej Primera División zadebiutował 13 sierpnia 2005 w wygranym 1:0 meczu z Atlasem i w tym samym, jesiennym sezonie Apertura 2005 zdobył z Monterrey tytuł wicemistrza kraju, notując jednak wyłącznie dwa ligowe występy. Częściej zaczął występować między słupkami dopiero w styczniu 2008, po przyjściu do klubu trenera Ricardo La Volpe i przez kolejne półtora roku bronił na przemian z Martínezem.
Niepodważalne miejsce w bramce Orozco wywalczył sobie jednak dopiero jesienią 2009, zmuszając swojego konkurenta do odejścia z drużyny. Przez kolejne kilka lat był podstawowym golkiperem drużyny prowadzonej przez Víctora Manuela Vuceticha, odnoszącej sukcesy na arenie krajowej oraz międzynarodowej i uznawanej za najlepszą w historii klubu. W rozgrywkach Apertura 2009 zdobył z Monterrey swoje pierwsze mistrzostwo Meksyku, przepuszczając 22 gole w 23 meczach i w oficjalnym plebiscycie Meksykańskiego Związku Piłki Nożnej został wybrany na najlepszego bramkarza sezonu ligi meksykańskiej. W styczniu 2010 triumfował ze swoją drużyną w rozgrywkach kwalifikacyjnych do Copa Libertadores – InterLidze. Podczas sezonu Apertura 2010 zdobył z Monterrey kolejny tytuł mistrza Meksyku, za to w wiosennym sezonie Clausura 2011 po raz drugi uhonorowano go nagrodą dla najlepszego golkipera ligi meksykańskiej. W tym samym roku wygrał również najbardziej prestiżowe rozgrywki północnoamerykańskiego kontynentu – Ligę Mistrzów CONCACAF, zaś kilka miesięcy później wziął udział w Klubowych Mistrzostwach Świata. Tam jego drużyna odpadła w ćwierćfinale, zajmując ostatecznie piąte miejsce.
W sezonie Clausura 2012 Orozco wywalczył z Monterrey swój drugi tytuł wicemistrza kraju, a w tym samym roku drugi raz triumfował również w Lidze Mistrzów CONCACAF. W grudniu tego samego roku ponownie wystąpił ze swoją drużyną na Klubowych Mistrzostwach Świata, gdzie tym razem jego ekipa odpadła z rozgrywek w półfinale i zajęła trzecią lokatę. W 2013 roku, wciąż mając niepodważalne miejsce w bramce, trzeci raz z rzędu triumfował z drużyną trenera Vuceticha w północnoamerykańskiej Lidze Mistrzów i kilka miesięcy później ponownie wziął udział w Klubowych Mistrzostwach Świata. Na marokańskich boiskach jego zespół spisał się gorzej niż przed rokiem i tak samo jak dwa lata temu – po porażce w ćwierćfinale zajął piąte miejsce. W sezonie Clausura 2016 po raz kolejny osiągnął natomiast wicemistrzostwo Meksyku.
| Sezon     | Klub                    | Kraj   | Rozgrywki  | Mecze | Bramki |
| --------- | ----------------------- | ------ | ---------- | ----- | ------ |
| 2004/2005 | Cobras de Ciudad Juárez | Meksyk | Ascenso MX | 13    | 0      |
| 2005/2006 | CF Monterrey            | Meksyk | Liga MX    | 3     | 0      |
| 2006/2007 | CF Monterrey            | Meksyk | Liga MX    | 13    | 0      |
| 2007/2008 | CF Monterrey            | Meksyk | Liga MX    | 18    | 0      |
| 2008/2009 | CF Monterrey            | Meksyk | Liga MX    | 21    | 0      |
| 2009/2010 | CF Monterrey            | Meksyk | Liga MX    | 40    | 0      |
| 2010/2011 | CF Monterrey            | Meksyk | Liga MX    | 39    | 0      |
| 2011/2012 | CF Monterrey            | Meksyk | Liga MX    | 39    | 0      |
| 2012/2013 | CF Monterrey            | Meksyk | Liga MX    | 35    | 0      |
| 2013/2014 | CF Monterrey            | Meksyk | Liga MX    | 30    | 0      |
| 2014/2015 | CF Monterrey            | Meksyk | Liga MX    | 35    | 0      |
| 2015/2016 | CF Monterrey            | Meksyk | Liga MX    | 35    | 0      |
| 2016/2017 | CF Monterrey            | Meksyk | Liga MX    |       |        |

## Kariera reprezentacyjna
W 2003 roku Orozco został powołany przez argentyńskiego szkoleniowca Humberto Grondonę do reprezentacji Meksyku U-17 na Mistrzostwa Świata U-17 w Finlandii. Tam nie potrafił jednak wygrać rywalizacji o miejsce w wyjściowym składzie z José Álamo, pełnił wyłącznie rolę rezerwowego golkipera i nie wystąpił w żadnym z czterech możliwych spotkań. Jego kadra zajęła natomiast drugie miejsce w grupie z bilansem zwycięstwa i dwóch remisów, lecz odpadła z młodzieżowego mundialu zaraz potem, przegrywając w 1/8 finału z Argentyną (0:2).
W 2005 roku Orozco znalazł się w ogłoszonym przez szkoleniowca René Isidoro Garcíę składzie reprezentacji Meksyku U-23 na prestiżowy towarzyski Turniej w Tulonie. Na francuskich boiskach jego kadra dotarła do półfinału, przegrywając w nim z Portugalią (0:1) i zajęła ostatecznie czwarte miejsce. Rok później wziął udział w kolejnej edycji Turnieju w Tulonie – tym razem wystąpił w jednym z trzech możliwych spotkań, zaś reprezentacja prowadzona wówczas przez Pablo Lunę odpadła z imprezy już w fazie grupowej. W 2008 roku został powołany przez selekcjonera Hugo Sáncheza na północnoamerykański turniej eliminacyjny do Igrzysk Olimpijskich w Pekinie, gdzie nie zanotował jednak żadnego występu, będąc alternatywą dla Guillermo Ochoi, zaś Meksykanie zajęli trzecie miejsce w grupie i nie zakwalifikowali się na olimpiadę.
Pierwsze powołanie do seniorskiej reprezentacji Meksyku Orozco otrzymał w 2007 roku od selekcjonera Hugo Sáncheza, jednak zadebiutował w niej dopiero za kadencji Javiera Aguirre, 24 lutego 2010 w wygranym 5:0 meczu towarzyskim z Boliwią. Rok później został powołany przez José Manuela de la Torre na Złoty Puchar CONCACAF, gdzie nie wystąpił w żadnym spotkaniu, będąc trzecim bramkarzem po Guillermo Ochoi oraz Alfredo Talaverze. Jego drużyna triumfowała natomiast w tych rozgrywkach, pokonując w finale USA (4:2). W późniejszym czasie występował w udanych dla jego kadry eliminacjach do Mistrzostw Świata 2014, podczas których rozegrał jednak tylko jeden mecz. W 2013 roku znalazł się w składzie złożonym z graczy występujących na krajowych boiskach na kolejny Złoty Puchar CONCACAF. Tym razem pełnił na nim rolę podstawowego bramkarza reprezentacji i wystąpił w czterech z pięciu możliwych meczów, natomiast Meksykanie odpadli wówczas z turnieju w półfinale, przegrywając w nim z Panamą (1:2).
W 2015 roku Orozco został powołany przez Miguela Herrerę na trzeci już w swojej karierze Złoty Puchar CONCACAF, gdzie tym razem nie zanotował żadnego występu i pełnił funkcję dopiero trzeciego golkipera po Guillermo Ochoi i Moisésie Muñozie. Jego zespół wygrał ostatecznie te rozgrywki po pokonaniu w finałowej konfrontacji Jamajki (3:1).